# La Chapelle-du-Bourgay
La Chapelle-du-Bourgay ist eine französische Gemeinde mit 109 Einwohnern (Stand 1. Januar 2022) im Département Seine-Maritime in der Region Normandie (vor 2016 Haute-Normandie). Sie gehört zum Arrondissement Dieppe und zum Kanton Luneray (bis 2015 Kanton Longueville-sur-Scie). Die Einwohner werden Capellais genannt.

## Geographie
La Chapelle-du-Bourgay liegt etwa 13 Kilometer südlich von Dieppe im Pays de Caux. Umgeben wird La Chapelle-du-Bourgay von den Nachbargemeinden Le Bois-Robert im Norden, Saint-Germain-d’Étables im Nordosten, Torcy-le-Petit im Osten, Sainte-Foy im Süden sowie La Chaussée im Westen.

## Bevölkerungsentwicklung
| Jahr                       | 1962 | 1968 | 1975 | 1982 | 1990 | 1999 | 2007 | 2017 |
| Einwohner                  | 130  | 110  | 112  | 110  | 123  | 95   | 133  | 130  |
| Quellen: Cassini und INSEE |      |      |      |      |      |      |      |      |

## Sehenswürdigkeiten

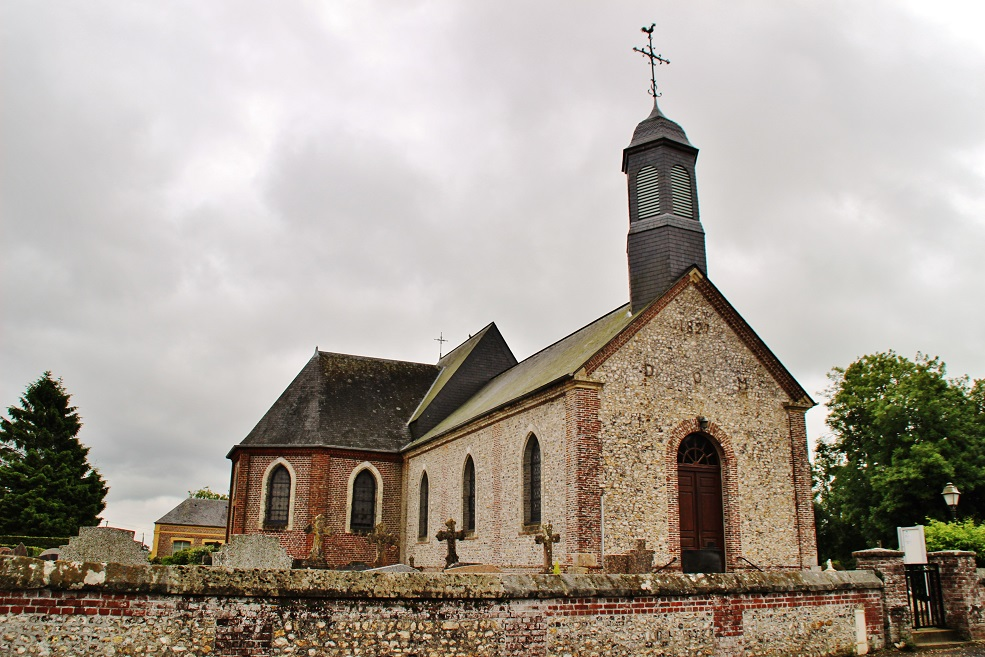
Kirche Saint-Pierre

- Kirche Saint-Pierre